# Upper Musquodoboit
Upper Musquodoboit est une communauté du Nord-Est de la vallée de la Musquodoboit (en) dans la municipalité régionale de Halifax en Nouvelle-Écosse au Canada. Elle est située à environ 75 km du centre-ville de Halifax (en) le long de la rivière Musquodoboit (en) au carrefour des routes 336 et 224. Lors du recensement de 2006, la communauté avait une population de 473 habitants. Son économie est principalement basée sur les industries agricole et forestière.

## Vivre à Upper Musquodoboit

### Éducation
Upper Musquodoboit a une école, l'Upper Musquodoboit Elementary School. En 2014, cette école avait 41 élèves inscrits.

## Annexe